# Ferdinand Dietrich von Merveldt
Ferdinand Dietrich von Merveldt (Taufname: Ferdinand Dietrich Friedrich) (* 9. September 1681 in Wolbeck; † 8. Januar 1765 in Lembeck) war Amtsdroste in Wolbeck und kurkölnischer Kämmerer.

## Leben

### Herkunft und Familie
Ferdinand Dietrich von Merveldt wuchs als Sohn des Dietrich Burchard von Merveldt und seiner Gemahlin Anne Sophie Theodore von Westerholt zu Lembeck (1655–1742) zusammen mit seinem Bruder Maximilian Heinrich Burchard in der uralten westfälischen Adelsfamilie von Merveldt auf.
Am 17. August 1708 heiratete er mit päpstlicher Dispens Josefa Maria Anna von Westerholt zu Lembeck (1693–1762), Erbin von Lembeck. Aus der Ehe gingen die Kinder Clemens August, Burchard Alexander, Franz Arnold, Maximilian Ferdinand, Hermann Adolf (* 1718, Malteserorden) und Sophie Ludovica Agnes (1730–1810, ⚭ 10. Februar 1748 Wilhelm Ferdinand von Galen) hervor.

### Werdegang und Wirken
Nach dem Besuch des Jesuitengymnasiums in Münster mit Abschluss im Jahre 1695 schloss sich 1703 ein Studium an der Universität Siena an, nachdem er im Mai 1700 zur Münsterschen Ritterschaft aufgeschworen wurde.
Am 5. Januar 1719 wurde er seinem Vater im Amt des Drosten zu Wolbeck beigeordnet und schließlich am 17. Februar 1725 zum Drosten bestallt. Im gleichen Jahre wurde er auch zum kurkölnischen Kämmerer ernannt. 1763 war er Deputierter der Münsterschen Ritterschaft bei der Landschaftspfennigkammer in Münster.

## Sonstiges
Seine Frau wurde am 14. September 1714 zur Sternkreuzordensdame ernannt.

## Mitgliedschaften
- Großkreuzherr des St. Michael-Ritterordens
- Geheimrat
- Wirklicher Kriegsrat